# Приключения Кота в сапогах
«Приключе́ния Кота́ в сапога́х» (англ. The Adventures of Puss in Boots) — американский компьютерно-анимационный мультсериал, являющийся приквелом полнометражного мультфильма «Кот в сапогах» 2011 года. Главным героем является Кот в сапогах из франшизы DreamWorks Animation «Шрек». Премьера мультсериала состоялась 16 января 2015 года.

## Сюжет
Сюжет мультсериала вращается вокруг Кота в сапогах, который старается защитить прежде скрытый город Сан-Лоренцо от бесконечного легиона захватчиков. Действия Кота в сапогах случайно разрушают заклятие, которое защищало легендарное мистическое сокровище города от внешнего мира, поэтому он также должен найти способ восстановить защитные чары, которые вновь скроют город.

## Персонажи

### Основной состав
- Кот в сапогах (озвучен Эриком Бауза) — главный герой[2].
- Дульсинея (озвучена Джеймой Мэйс) — кошка, любовный интерес Кота в сапогах[2]. Мэйс описывает Дульсинею как милую, наивную[3] и очень невинную[4][5].
- Артефиус (озвучен Полом Раггом)[6][7] — пожилой алхимик, действующий как сумасшедший учёный[5].
- Сеньора Сапата (озвучена Карлой Хименес)[6][7] — управляющая городского сиротского приюта[5].
- Мэр Теморосо (озвучен Карлосом Алазраки) — большой парень, который любит держаться в тени[5].
- Пахуна (озвучена Ларейн Ньюман)[7] — корова породы хайленд, владелица местного бара[5].
- Ви́на (озвучена Грей Делайл)[6] — старшая воспитанница сиротского приюта, которая любит сопоставлять факты и иногда вмешивается в дела Кота в сапогах[5].
- Тоби (озвучен Джошуа Рашем)[2] — свинья, воспитанник сиротского приюта, который боготворит Кота в сапогах[5].
- Огурчик (озвучен Кэнди Майло)[6] — одиннадцатилетний ребёнок, который любит пикули[5].
- Эсме (озвучена Арибеллой Макана)[6] — очаровательная пятилетняя девочка[5].
- Кливил (озвучен Кэнди Майло)[6] — уличный гоблин-подросток[5].
- Сфинкс (озвучена Грей Делайл) — здоровая кошка с крыльями, которая ведёт себя как хипстер. Также в её образе присутствуют черты «valley girl» (социоэкономический стереотип обеспеченной и эгоцентричной девушки из Южной Калифорнии, очень отдалённый аналог в русском языке — «гламурное кисо»), в оригинальной озвучке говорит на диалекте «valleyspeak». Защищает город Сан-Лоренцо[5].

### Второстепенный состав
- Эль Моко (от исп. El Moco — сопли; озвучен Дэнни Трехо)[7][8] — король бандитов, планы которого зачастую срывают[5].
- Герцогиня (озвучена Марией Бэмфорд)[8] — одна из второстепенных злодеек сериала. Она крадёт души магов, чтобы использовать их магию (отрицает, что не владеет своей собственной магией); имела отношения с Артефием. В стычке с Котом в сапогах потеряла ногу[5].
- Джек Спрат (озвучен Джоном Легуизамо)[7][8] — один из старейших друзей Кота в сапогах, чью схемы зачастую вовлекают его в неприятности[5].
- Добромеч (озвучен Джоном Рис-Дэвисом) — волшебный меч, который падает с неба и застревает в камне. Был мечом Фрифитта, но покинул его после того, как Фрифитт был соблазнён ятаганом. После этого постоянно менял хозяев, заставляя их сражаться против Фрифитта и ятагана. В ходе сериала выбирает Дульсинею, чтобы она стала новым противником Фрифитта[5][8].
- Злой ятаган — волшебный ятаган, делающий злым любого, кто возьмет его в руки. Враждует с Добромечом. Некоторое время был оружием Фрифитта, затем короткое время принадлежал Эль Моко.
- Фрифитт — бывший хозяин Добромеча. Впоследствии был соблазнён ятаганом и переметнулся на сторону зла, однако благодаря Коту в сапогах смог вновь стать добрым и восстановить дружбу с Добромечом.
- Эль Гуанте Бланко, Белая Перчатка (озвучен Джимом Каммингсом) — чёрный кот с белой правой лапкой. Нашёл Кота в сапогах в пустыне, когда тот был вынужден покинуть город, и научил его пути меча. Эль Гуанте Бланко также носит шляпу, пояс и меч за исключением сапог.
- Голем — существо из глины, созданное злым колдуном чтобы уничтожить Кота в сапогах. Управляется с помощью бумажек с приказами, которые кладутся Голему в рот. В глубине души — очень добрый, но не может противостоять приказу даже если он идет вразрез с его желанием. По ходу сериала обретает свободу: Дульсинея кладёт ему в рот бумагу с приказом «Будь свободен». Впоследствии ещё не раз помогает Коту в сапогах и его друзьям.

## Эпизоды
| Сезон | Сезон      | Эпизоды    | Эпизоды          | Оригинальная дата выхода | Примечания |
| ----- | ---------- | ---------- | ---------------- | ------------------------ | ---------- |
|       | 1          | 15         | 5                | 16 января 2015           | [ 2 ]      |
| 5     | 1          | 15         | 8 мая 2015       | [ 9 ]                    |            |
| 5     | 1          | 15         | 28 сентября 2015 | [ 10 ]                   |            |
|       | 2          | 11         | 11               | 11 декабря 2015          | [ 11 ]     |
|       | 3          | 13         | 13               | 15 июля 2016             | [ 12 ]     |
|       | 4          | 13         | 13               | 16 декабря 2016          | [ 13 ]     |
|       | Спецвыпуск | Спецвыпуск | Спецвыпуск       | 20 июня 2017             | —          |
|       | 5          | 13         | 13               | 28 июля 2017             | [ 14 ]     |
|       | 6          | 12         | 12               | 26 января 2018           | [ 15 ]     |

## Производство
Мультсериал был объявлен в марте 2014 года как часть соглашения между DreamWorks Animation и Netflix, по которому студия снимет более 300 часов эксклюзивного материала для онлайн-сервиса. Всего планировалось выпустить 78 эпизодов сериала, которые будут выходить по частям с 2015 года по нескольку раз в год.